# Промприлад.Реновація
Промприлад. Реновація — проєкт інноваційного центру, розташований на частині території ревіталізованого заводу Промприлад в Івано-Франківську. Друга частина заводу з 2016 року забудовується будівельною фірмою Миколи Филюка — «Спілка забудівників», а саму ревіталізацію очолює син забудовника — Юрій Филюк. 
Завод переживає свою реконструкцію з 2017 року. Розвивається як майданчик для комунікації, поширення знань, співпраці державного сектору, громадськості та бізнесу.
Працює на перетині чотирьох напрямів розвитку Івано-Франківщини: нової економіки та урбаністики, сучасного мистецтва та неформальної освіти.
Згідно з інвестиційним планом до 2024 року планується залучити понад 700 млн грн у проєкт, повністю переобладнати 4 будівлі заводу, побудувати два новітні корпуси, створити парк.

## Історія
У 2018 було запущено «пілот», площею 1700 м кв. Тут розпочали роботу перші резиденти оновленого заводу. На дослідження та впровадження пілоту було залучено 1,3 млн доларів.
У 2020 в проєкті вже функціонують 25 організацій і компаній-резидентів.
Партнери-грантодавці: Швеція, Канада, уряд Канади через проєкт міжнародної технічної допомоги «Партнерство для розвитку міст» (Проєкт ПРОМІС), FCM, Міжнародний фонд  «Відродження», Швейцарська агенція розвитку та співробітництва, Британська Рада, Federal Ministry of Economic Cooperation and Development of Germany, Heinrich Boell Stiftung, EVZ Stiftung.
Концепцію та дизайн проєкту розробили архітектурна студія ФОРМА та Архітектурне бюро Zotov&co.  